# سکس (وبگاه)

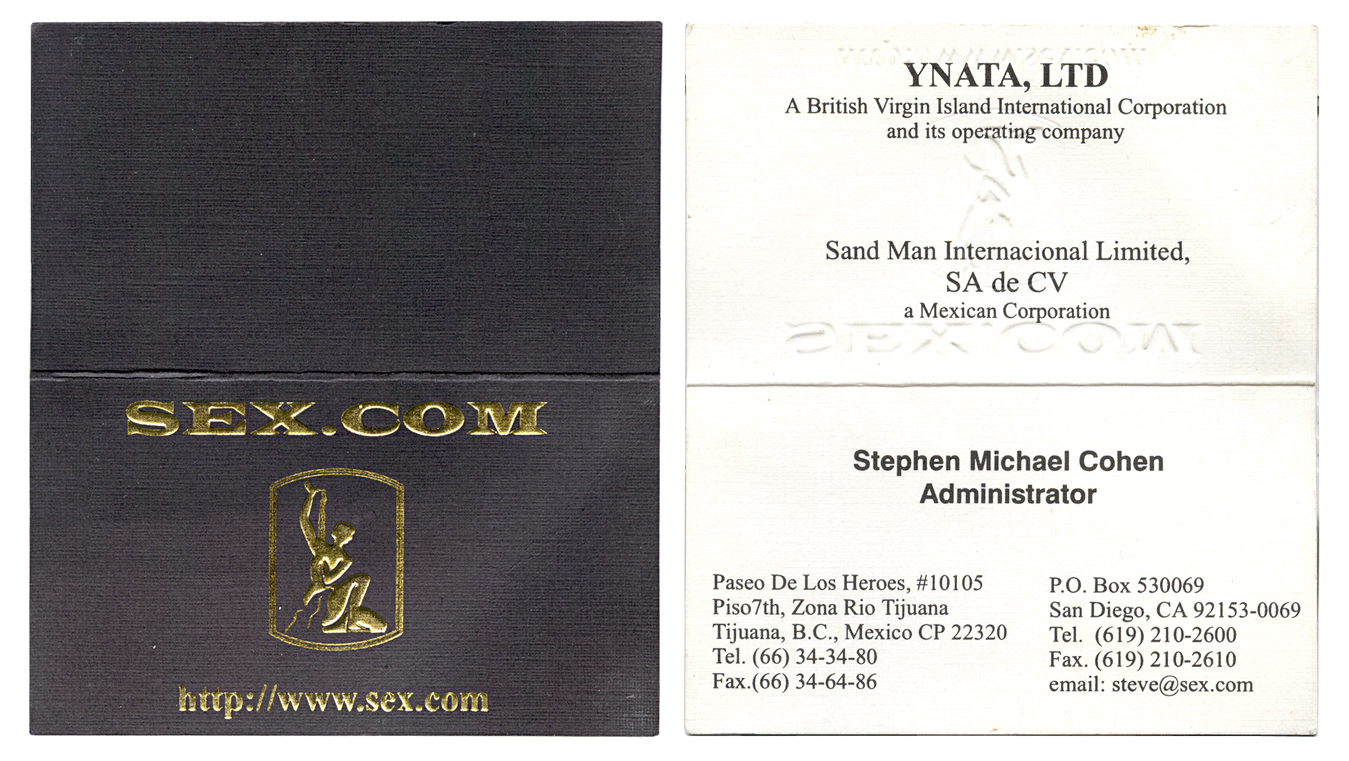
وبگاه سکس

وب‌گاه سکس یا Sex.com یک نام دامنه اینترنتی و درگاه وب (به انگلیسی: Web Portal) است که در حال حاضر در مالکیت Clover Holdings LTD می‌باشد.
این نام دامنه مرکز توجه یکی از شایع‌ترین اقدامات قانونی در مورد مالکیت نام‌های دامنه بود.